# Supercopa de Bolivia 2022
La Supercopa de Bolivia 2022, hubiera sido la 1.ª edición de la Supercopa de Bolivia,pero por negligencia de dirigentes y clubes de Bolivia se canceló la competencia que se disputaría entre los campeones del Torneo Apertura, Torneo Clausura, Copa Bolivia y el equipo con mejor ubicación en la Tabla acumulada (Apertura y Clausura) correspondiente a la temporada 2022.

## Participantes
Los equipos participantes hubieran sido los equipos que se coronaban campeones del Torneo Apertura, Torneo Clausura, de la Copa Bolivia, y el equipo con mejor posición en la tabla acumulada de la temporada 2022, respectivamente.
| Bolívar           | Campeón del Torneo Apertura                |
| Oriente Petrolero | Campeón del Torneo Clausura                |
| Club Aurora       | Campeón de la Copa Bolivia 2022            |
| The Strongest     | Equipo mejor ubicado de la tabla acumulada |

## Formato
Los cuatro equipos jugarían una semifinal, a partido de ida y vuelta, con emparejamiento por sorteo. Los ganadores de cada semifinal se enfrentarían en la Final a partido único.

### Casos especiales
- En caso de que un club obtuviera los tres títulos se declaraba campeón de la Supercopa.[1][2][3]

- En caso de que un club obtuviera dos campeonatos, Torneo Apertura y la Copa Bolivia 2022, jugaba partidos de ida y vuelta con el campeón del Clausura 2022 por la Supercopa.[4]

- En caso de que un club ganaba el Apertura y Clausura debía esperar que el campeón de la Copa Bolivia y el mejor ubicación en la tabla acumulada hubieran jugado la semifinal para disputar el partido final.

- En caso de que un club ganaba la Copa Bolivia 2022 y el Clausura 2022 debía esperar que el campeón del Apertura y el mejor ubicado de la tabla acumulada hubieran jugado la semifinal para disputar el partido final.

## Cancelación
Debido a los problemas que determinaron la cancelación de la Copa Bolivia 2022, cuyo ganador participaría de este torneo, la FBF no consideró pertinente realizar la competencia de esta copa con solo tres participantes, en la cual existía la posibilidad de no haber partidos por sí se repetía un mismo campeón en varios torneos. Por lo que derivó a cancelar el torneo y el premio económico fue para el primero de la tabla del Torneo Clausura siguiendo las pautas de la Conmebol. Esto debido a la suspensión del torneo clausura, derivado de un paro cívico en el departamento de Santa Cruz.